# Speech Synthesis Markup Language

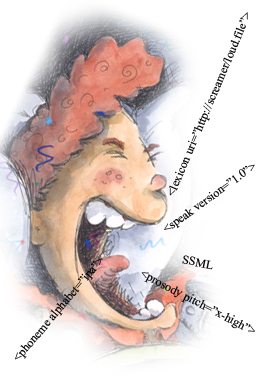
El SSML permite una mayor personalización en la respuesta de audio con detalles en las pausas, acrónimos, fechas, horas, abreviaturas...

Lenguaje SSML (Speech Synthesis Markup Language) es una propuesta de la W3c para que la web y varias aplicaciones que la implementen puedan utilizar el sintetizador de voz de una forma más natural mejorando así la pronunciación, enfatizando ciertas palabras, dar pautas al diálogo, reproducir sonidos, etc. Ya cuenta con muchas compañías que la han adoptado gracias a sus virtudes.

## Historia
Este estándar de W3C es conocido como lenguaje SSML (Speech Synthesis Markup Language) y está basado en JSGF y/o las especificaciones JSML, que son propiedad de Sun Microsystems, Inc., California, U.S.A.

## Ejemplos
Voz
```
<?xml version="1.0"?>

<speak
 
version=
"1.0"
 
xmlns=
"http://www.w3.org/2001/10/synthesis"

         
xmlns:xsi=
"http://www.w3.org/2001/XMLSchema-instance"

         
xsi:schemaLocation=
"http://www.w3.org/2001/10/synthesis

                   http://www.w3.org/TR/speech-synthesis/synthesis.xsd"

         
xml:lang=
"en-US"
>
   

  
<voice
 
gender=
"female"
>
Mary
 
had
 
a
 
little
 
lamb,
</voice>

  
<!-- ahora pedimos una voz de niña diferente -->

  
<voice
 
gender=
"female"
 
variant=
"2"
>

  
Its
 
fleece
 
was
 
white
 
as
 
snow.

  
</voice>

  
<!-- selección específica para una voz -->

  
<voice
 
name=
"Mike"
>
I
 
want
 
to
 
be
 
like
 
Mike.
</voice>

</speak>

```

Fonema
```
<speak
 
version=
"1.0"
 
xmlns=
"http://www.w3.org/2001/10/synthesis"

         
xmlns:xsi=
"http://www.w3.org/2001/XMLSchema-instance"

         
xsi:schemaLocation=
"http://www.w3.org/2001/10/synthesis

                   http://www.w3.org/TR/speech-synthesis/synthesis.xsd"

         
xml:lang=
"en-US"
>

  
<phoneme
 
alphabet=
"ipa"
 
ph=
"t&#x259;mei&#x325;&#x27E;ou&#x325;"
>
 
tomato
 
</phoneme>

  
<!-- Este es un ejemplo de IPA al usar entidades de caracteres -->

  
<!-- Porque muchas combinaciones entre plataformas/exploradores/editores de texto

       no copian corectamente el texto Unicode, este ejemplo usa la entidad de

       caracteres proporcionados por IPA. Normalmente puedes usar directamente

       la representación de símbolos UTF-8: "təmei̥ɾou̥". -->

</speak>

```

Sub
```
<speak
 
version=
"1.0"
 
xmlns=
"http://www.w3.org/2001/10/synthesis"

         
xmlns:xsi=
"http://www.w3.org/2001/XMLSchema-instance"

         
xsi:schemaLocation=
"http://www.w3.org/2001/10/synthesis

                   http://www.w3.org/TR/speech-synthesis/synthesis.xsd"

         
xml:lang=
"en-US"
>

  
<sub
 
alias=
"World Wide Web Consortium"
>
W3C
</sub>

  
<!-- World Wide Web Consortium -->

</speak>

```

Prosodia
```
<?xml version="1.0"?>

<speak
 
version=
"1.0"
 
xmlns=
"http://www.w3.org/2001/10/synthesis"

         
xmlns:xsi=
"http://www.w3.org/2001/XMLSchema-instance"

         
xsi:schemaLocation=
"http://www.w3.org/2001/10/synthesis

                   http://www.w3.org/TR/speech-synthesis/synthesis.xsd"

         
xml:lang=
"en-US"
>

  
El
 
XYZ
 
cuesta
 
<prosody
 
rate=
"-10%"
>
$45
</prosody>

</speak>

```

Énfasis
```
<?xml version="1.0"?>

<speak
 
version=
"1.0"
 
xmlns=
"http://www.w3.org/2001/10/synthesis"

         
xmlns:xsi=
"http://www.w3.org/2001/XMLSchema-instance"

         
xsi:schemaLocation=
"http://www.w3.org/2001/10/synthesis

                   http://www.w3.org/TR/speech-synthesis/synthesis.xsd"

         
xml:lang=
"en-US"
>

  
¡Este
 
es
 
un
 
<emphasis>
 
gran
 
</emphasis>
 
carro!

  
¡Esa
 
es
 
una
 
<emphasis
 
level=
"strong"
>
 
gran
 
</emphasis>

  
cuenta
 
de
 
banco!

</speak>

```

Pautas
```
<?xml version="1.0"?>

<speak
 
version=
"1.0"
 
xmlns=
"http://www.w3.org/2001/10/synthesis"

         
xmlns:xsi=
"http://www.w3.org/2001/XMLSchema-instance"

         
xsi:schemaLocation=
"http://www.w3.org/2001/10/synthesis

                   http://www.w3.org/TR/speech-synthesis/synthesis.xsd"

         
xml:lang=
"en-US"
>

  
Respire
 
profundo
 
<break/>

  
ahora
 
continúe.
 

  
Presiona
 
1
 
o
 
espera
 
el
 
tono.
 
<break
 
time=
"3s"
/>

  
¡No
 
te
 
he
 
escuchado!
 
<break
 
strength=
"weak"
/>
 
Por
 
favor,
 
intenta
 
de
 
nuevo.

</speak>

```